# Så skön och ljuvlig är
Så skön och ljuvlig är är en psalm från 1694 med ursprungliga titelraden O Huru liuflig är Tin boning / HErre kär som var elva verser lång, skriven av Haquin Spegel. Psalmen är en tolkning av Psaltaren 84. Det finns ingen uppgift om vem som bearbetade psalmen efter stavningsreformen 1906. Den bearbetades av Britt G. Hallqvist 1984.
Psalmens inledningsord 1695 är:
O Huru liuflig är Tin boning, HErre kär
Ditt Tempel och tin Kyrckia
Ther sig min siäl kan styrckia
Melodin är enligt 1697 års koralbok en tonsättning av Jakob Regnart i (D-moll 2/2 eller E-moll 4/4) från 1574. Den finns nedtecknad i Schöne kurzweilige teutsche Lieder, som från början är profana kompositioner som bearbetats till koraler för kyrkligt bruk. Den används också till psalmerna Jag vill i denna stund (1695 nr 18), O Herre, vem skall bo (1695 nr 41), Gläd dig, du Kristi brud (1695 nr 116, 1986 nr 104), Sorgen för glädien går (1695 nr 286), O Jesus, rik av nåd (nr 292) och På min Herre Gudh allen (1695 nr 385).

## Publicerad som
- Nr 76 i 1695 års psalmbok med titelraden "O Huru liuflig är Tin boning, HErre kär", under rubriken "Konung Davids Psalmer".
- Nr 325 i 1819 års psalmbok med titelraden "O huru ljuvlig är", under rubriken "Med avseende på särskilda personer, tider och omständigheter: Lärare och åhörare: Gudstjänstens glädje och högtidlighet".
- Nr 104 i Stockholms söndagsskolförenings sångbok 1882 med verserna 9-11, under rubriken "Psalmer".
- Nr 105 i Svensk söndagsskolsångbok 1908 v. 9-11 med titeln "Ack Herre, hör min röst" under rubriken "Samlingssånger".
- Nr 5 i Sionstoner 1935 med titelraden "O huru ljuvlig är", under rubriken "Inledning och bön".
- Nr 207 i 1937 års psalmbok med titelraden "O huru ljuvlig är", under rubriken "Helg och gudstjänst".
- Nr 404 i Den svenska psalmboken 1986 med nya titelraden, under rubriken "Helg och gudstjänst".
- Nr 449 i Psalmer och Sånger 1987 med nya titelraden, under rubriken "Kyrkan och nådemedlen - Helg och gudstjänst".[1]
- Nr 176 i Finlandssvenska psalmboken 1986 under rubriken "Gudstjänsten" med annorlunda text än i Den svenska psalmboken.